# 코만치족

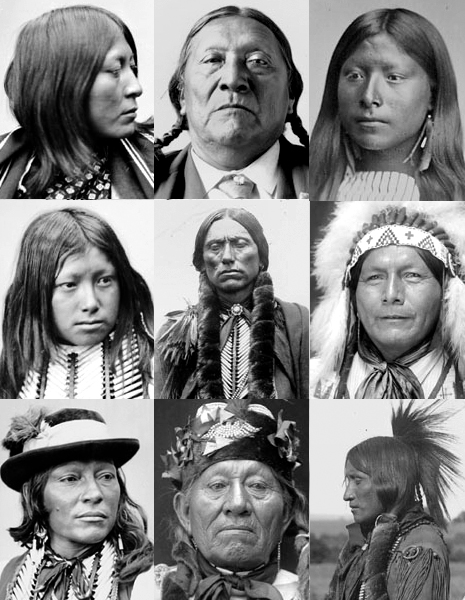
코만치족

코만치족(Comanche)은 역사적으로 코만체리아(오늘 날의 뉴멕시코주 동부)에 살던 미국 원주민이다. 범위는 현재 뉴멕시코주 동부, 콜로라도주 남부, 캔자스주 남부, 오클라호마주 전역, 텍사스주의 북부와 남부의 대부분에 걸쳐 있다. 한때 2만 명 정도의 코만치가 있었는데, 오늘 날에는 약 1만 명의 코만치족이 있으며, 그 절반은 로턴을 중심으로 오클라호마주에 살고 있다. 나머지 인구는 텍사스주, 캘리포니아주, 뉴멕시코주에 집중되어 있다.

## 유래
코만치라는 이름의 유래에서는 여러 가지 설이 있다. 가장 많은 사람이 받아들이고 있는 설은 유테어로 "사람"을 의미하는 "Kohmahts"가 스페인어 억양 "Komantcia"에서 유래되었다는 설이다. "Kohmahts"는 "적", "전투를 바라는 사람들", "적대적인 사람" 또는 "타향인" 등 다양한 언어로 번역된다. 또 다른 설명으로 스페인어로 "다양한 경로"를 의미하는 "camino ancho"에서 왔다는 설도 있다. 초기 프랑스인과 미국인 탐험가는 코만치를 파도우카(Padouca, Paducah)로 알고 있었으며, 이는 그들의 호칭이었다.
코만치가 자신을 부르는 이름은 여러 형태로 누무누(Numunuu)로, 이것은 "뱀처럼 아랫배로 기는"을 의미하고 있다. 단수 경우 누무(Numu)가 된다.

## 언어
코만치어는 미국 텍사스와 오클라호마 그리고 뉴멕시코 동부에 살았던 코만치족의 언어로서 유토아즈텍어족에 속한다. 쇼쇼니어의 어느 한 방언에서 갈려져 나왔다고 한다. 코만치어는 제2차 세계대전 당시 유럽전선에서 암호로 사용된 언어이다.
코만치어는 사용자가 200명 밖에 남지 않은 사멸위기의 언어이지만 최근에 코만치어 복원 운동이 진행되고 있다.

## 사회

### 위계 질서
코만치족은 한 명의 지도자가 아닌 일부 소수의 인정 받은 자들이 원로 역할이나 조언자 역할을 했다. 이 일부 소수에는 '평화 추장'(peace chief)와 '전쟁 추장' (war chief)가 포함된다. 평화 추장은 보통 자신의 경험을 토대로 충고나 조언을 할 수 있는 나이 많은 개인이었다. 지위를 뽑는데는 공식적인 취임식이나 선거를 하지 않았으며 합의하에 정해졌다. 원로들은 어느 부대가 사냥할지, 적들과 전쟁을 할지, 혹은 다른 자들과 동맹 관계를 맺을지를 정했다. 모든 구성원이 발언권을 가지고 있지만 대부분 나이 많은 남성들이 대화의 주체가 되었다. 부족이 전쟁에 참가하고 있을 경우 그들은 전쟁 추장을 뽑았다. 이 지위를 갖기 위해서는 그 남성이 스스로가 용감한 전사라는 것을 증명해야했다. 또한 그는 부족의 다른 전사들에게 예의를 갖춰야했다. 전쟁 중에는 전쟁 추장이 지위했으며 모든 전사들은 그에게 순종해야 했다. 허나 전쟁이 다 끝나면 추장의 권한은 사라졌다. 코만치족의 남성들이 대부분의 사냥이나 전투를 담당했다. 그들은 어릴때부터 말 타는 법을 배웠으며 자신의 전투능력을 증명하는 것에 간절했다. 평야에서는 코만치족 여성들이 요리, 가죽 벗기기, 진영 설치, 아이 양육, 그리고 가사 용품 운반등을 수행했다.

### 출산
만약 한 여성이 부족들이 이동중에 출산을 해야할 경우, 그 여성은 가던 중에 잠시 멈춰서 출산을 한다. 그리고 그 여성은 몇시간 정도의 휴식을 취한 다음에 신생아를 같이 데리고 일행을 따라잡는다.
만약에 여성이 진영에서 주거 중일 때 출산을 해야 하는 경우, 그 여성은 티피에 옮겨지거나 여름일 경우 오두막에 옮겨진다. 한 명이상의 연상인 여성들이 산파의 보조역을 맡는다. 분만 직후에는 티피에 그 어느 남성도 출입을 할 수 없었다.
일단 산파들은 티피의 흙 바닥에 두개의 구멍을 팠다. 하나의 구멍을 물을 뎁히기 위해서였으며 다른 하나는 신생아를 위해서였다. 임산모의 침구 쪽에 한두개 정도의 판자를 땅에 꽂아놓았는데 이는 임산모가 고통을 버틸 동안 잡을 물체다. 분만 이후에는 산파들이 탯줄을 팽나무에 걸었다. 사람들은 이 탯줄이 썩는 동안 다른 외부적인 피해를 입지 않았을 경우, 그 아기가 장수하며 의미있는 생을 보낼거라 믿었다.